# IJsvrij (scheepvaart)
Een haven of vaarroute is ijsvrij als er op een bepaald moment of een groot deel van het jaar weinig of geen ijs ligt, zodat de scheepvaart niet gehinderd wordt. De westkust van Noorwegen is grotendeels ijsvrij ondanks de noordelijke ligging, door de invloed van de Golfstroom. De noordkust van Rusland is zelden ijsvrij, wat voor de Russische scheepvaart een groot probleem is. Vaarroutes kunnen ijsvrij gemaakt of gehouden worden door ijsbrekers.